# Гуртове
Гуртове́ —  село в Україні, у Кам'янсько-Дніпровському районі Запорізької області. Населення становить 77 осіб. Орган місцевого самоврядування - Новодніпровська сільська рада.

## Географія
Село Гуртове знаходиться на відстані 1,5 км від села Цвіткове та за 6,5 км від села Подове. По селу протікає іригаційний канал.

## Історія
- 1920 рік - дата заснування.